# Omega (album d'Epica)
Pour les articles homonymes, voir Oméga (homonymie).
Albums de Epica
The Holographic Principle
(2016)
Singles
1. Abyss of Time – Countdown to Singularity
Sortie : 9 octobre 2020
2. Freedom – The Wolves Within
Sortie : 27 novembre 2020
3. Rivers
Sortie : 22 janvier 2021
4. The Skeleton Key
Sortie : 26 février 2021

Omega (stylisé Ωmega) est le huitième album studio du groupe néerlandais de metal symphonique Epica. Il est sorti le 26 février 2021 chez Nuclear Blast.

## Production
En février 2020, Epica annonce que la préproduction d'un nouvel album est terminée. Le groupe commence l'enregistrement en mars 2020 aux Sandlane Recording Facilities à Rijen, aux Pays-Bas. L'album est produit par Joost Van Den Broek (After Forever, Ayreon, Powerwolf).
Un premier single intitulé Abyss of Time est publié le 9 octobre 2020 et la sortie de l'album est annoncée pour le 26 février 2021.
Vicky Psarackis de The Agonist et Zaher Zorgati de Myrath chantent respectivement sur les titres Twilight Reverie – The Hypnagogic State et Code of Life.

## Liste des titres
| 1.    | Alpha – Anteludium                                             | 1:38  |
| 2.    | Abyss of Time – Countdown to Singularity                       | 5:20  |
| 3.    | The Skeleton Key                                               | 5:06  |
| 4.    | Seal of Solomon                                                | 5:28  |
| 5.    | Gaia                                                           | 4:46  |
| 6.    | Code of Life (avec Zaher Zorgati)                              | 5:58  |
| 7.    | Freedom – The Wolves Within                                    | 5:37  |
| 8.    | Kingdom of Heaven, Part 3 – The Antediluvian Universe          | 13:24 |
| 9.    | Rivers                                                         | 4:48  |
| 10.   | Synergize – Manic Manifest                                     | 6:36  |
| 11.   | Twilight Reverie – The Hypnagogic State (avec Vicky Psarackis) | 4:29  |
| 12.   | Omega – Sovereign of the Sun Spheres                           | 7:06  |
| 70:16 |                                                                |       |

| Disque 2 : Omegacoustic | Disque 2 : Omegacoustic | Disque 2 : Omegacoustic | Disque 2 : Omegacoustic | Disque 2 : Omegacoustic | Disque 2 : Omegacoustic | Disque 2 : Omegacoustic | Disque 2 : Omegacoustic | Disque 2 : Omegacoustic | Disque 2 : Omegacoustic |
| No                      | Titre                   | Durée                   |                         |                         |                         |                         |                         |                         |                         |
| ----------------------- | ----------------------- | ----------------------- | ----------------------- | ----------------------- | ----------------------- | ----------------------- | ----------------------- | ----------------------- | ----------------------- |
| 1.                      | Rivers - A Capella      | 4:34                    |                         |                         |                         |                         |                         |                         |                         |
| 2.                      | Abyss of Time           | 4:13                    |                         |                         |                         |                         |                         |                         |                         |
| 3.                      | Omegacoustic            | 4:29                    |                         |                         |                         |                         |                         |                         |                         |
| 4.                      | El Código Vital         | 3:50                    |                         |                         |                         |                         |                         |                         |                         |
| 17:07                   |                         |                         |                         |                         |                         |                         |                         |                         |                         |

## Crédits
- Simone Simons – chant
- Mark Jansen – guitare rythmique, chant guttural
- Isaac Delahaye – guitare solo, chœur
- Coen Janssen –  clavier
- Rob van der Loo – basse
- Ariën van Weesenbeek – batterie